# Abdolrahim Mousavi
Sayyid Abdolrahim Mousavi (Qom, 1960) è un generale iraniano, attuale capo di stato maggiore delle Forze armate della Repubblica Islamica dell'Iran da giugno 2025. Ha assunto l'incarico in seguito all'uccisione del suo predecessore, Mohammad Bagheri, durante gli attacchi israeliani a sorpresa contro l'Iran del giugno 2025. In precedenza, ha ricoperto la carica di comandante in capo dell'esercito iraniano dal 2017 al 2025.

## Biografia
Mousavi è nato a Qom nel 1960, capoluogo della provincia omonima settentrionale dell'Iran. Unendosi alle forze terrestri iraniane (NEZAJA) nel 1979, ha partecipato alla guerra tra Iran ed Iraq dell'anno successivo.
Mousavi è stato capo dello stato maggiore generale dell'Esercito della Repubblica Islamica dell'Iran. È stato anche secondo comandante in capo dell'Esercito della Repubblica Islamica dell'Iran dal 2008 al 2016. Nel 2017 il generale è stato nominato comandante dell'Artesh, l'esercito regolare iraniano e, nel 2019, comandante della base di difesa aerea Khatam al-Anbia.
Il 13 giugno 2025, la guida suprema Ali Khamenei ha nominato Mousavi Capo di Stato maggiore generale, primo ufficiale proveniente dall'Artesh ha ricoprire questa carica, dopo l'uccisione del suo predecessore Mohammad Bagheri durante gli attacchi israeliani contro l'Iran del giugno 2025. L'Artesh è stato messo sotto il comando dell'ex ministro della difesa Amir Hatami.